# Eopsaltria pulverulenta
Eopsaltria pulverulenta là một loài chim trong họ Petroicidae.